# !!!
!!! er en dance/punk-oktet fra Sacramento/New York, USA.

## Diskografi
| Titel                                                                             | Albumdetaljer                                       | Højeste hitlisteplacering                            | Højeste hitlisteplacering | Højeste hitlisteplacering | Højeste hitlisteplacering | Højeste hitlisteplacering |     |
| Titel                                                                             | Albumdetaljer                                       | US                                                   | US Elec.                  | FRA                       | JPN                       | UK                        |     |
| --------------------------------------------------------------------------------- | --------------------------------------------------- | ---------------------------------------------------- | ------------------------- | ------------------------- | ------------------------- | ------------------------- | --- |
| [[                                                                                | !!!]]                                               | - Released: 2000 - Label: Gold Standard Laboratories | —                         | —                         | —                         | —                         | —   |
| Louden Up Now                                                                     | - Released: June 7, 2004 - Label: Touch and Go/Warp | —                                                    | 4                         | 169                       | —                         | 135                       |     |
| Myth Takes                                                                        | - Released: March 5, 2007 - Label: Warp             | 195                                                  | 3                         | 134                       | 36                        | 135                       |     |
| Strange Weather, Isn't It?                                                        | - Released: August 24, 2010 - Label: Warp           | —                                                    | 13                        | 112                       | 54                        | —                         |     |
| [[Thr                                                                             | !er]]                                               | - Released: April 29, 2013 - Label: Warp             | —                         | 18                        | 117                       | 62                        | 121 |
| As If                                                                             | - Released: October 16, 2015 - Label: Warp          | —                                                    | 18                        | —                         | 80                        | —                         |     |
| Shake the Shudder                                                                 | - Released: May 19, 2017 - Label: Warp              | —                                                    | —                         | —                         | 153                       | —                         |     |
| Wallop                                                                            | - Released: August 30, 2019 - Label: Warp           | —                                                    | —                         | —                         | 166                       | —                         |     |
| Let It Be Blue                                                                    | - Released: May 6, 2022 - Label: Warp               | —                                                    | —                         | —                         | —                         | —                         |     |
| "—" denotes a recording that did not chart or was not released in that territory. |                                                     |                                                      |                           |                           |                           |                           |     |